# شارديك (رواية)
شارديك (بالإنجليزية: Shardik)‏ هي رواية خيالية للكاتب الإنجليزي ريتشارد آدامز، نشرت عام 1974، لأول مرة عن دار نشر ألين لين. 

## روابط خارجية
- شارديك على موقع الموسوعة البريطانية (الإنجليزية)